# Verwaltungsgemeinschaft Ershausen/Geismar
In der Verwaltungsgemeinschaft Ershausen/Geismar aus dem thüringischen Landkreis Eichsfeld haben sich zehn Gemeinden zur Erledigung ihrer Verwaltungsgeschäfte zusammengeschlossen. Sie wurde nach dem Ortsteil Ershausen der Gemeinde Schimberg und der Gemeinde Geismar benannt.
Sitz der Verwaltungsgemeinschaft ist Schimberg.

## Die Gemeinden
Nachfolgend die Gemeinden und deren Einwohnerzahl in Klammern (Stand: 31. Dezember 2023):
1. Dieterode (75)
2. Geismar (1076)
3. Kella (479)
4. Krombach (162)
5. Pfaffschwende (281)
6. Schimberg (2139)
7. Schwobfeld (104)
8. Sickerode (138)
9. Volkerode (227)
10. Wiesenfeld (231)

## Geschichte
Die Verwaltungsgemeinschaft wurde am 1. Januar 1997 aus den aufgelösten Verwaltungsgemeinschaften Geismar und Südeichsfeld gebildet. Die Bildung der heutigen Gemeinde Schimberg erfolgte am 30. Juli 1997 durch die Zusammenlegung der ehemals selbstständigen Gemeinden Ershausen (mit den am 1. Januar 1957 eingemeindeten Orten Misserode und Lehna) sowie Martinfeld, Rüstungen und Wilbich. Im Rahmen der Gebietsreform in Thüringen wurde die Mitgliedsgemeinde Bernterode am 1. Januar 2019 aus der Verwaltungsgemeinschaft ausgegliedert und in die Stadt Heilbad Heiligenstadt eingemeindet.

### Einwohnerentwicklung
Entwicklung der Einwohnerzahl:
| - 1997 – 6464 - 1998 – 6425 - 1999 – 6357 - 2000 – 6220 - 2001 – 6191 - 2002 – 6121 | - 2003 – 6081 - 2004 – 6034 - 2005 – 5969 - 2006 – 5917 - 2007 – 5850 - 2008 – 5789 | - 2009 – 5741 - 2010 – 5677 - 2011 – 5572 - 2012 – 5528 - 2013 – 5450 - 2014 – 5402 | - 2015 – 5457 - 2016 – 5314 - 2017 – 5278 - 2018 – 5244 - 2019 – 4976 - 2020 – 4936 | - 2021 – 4957 - 2022 – 4975 |

 Datenquelle: ab 1994 Thüringer Landesamt für Statistik – Werte vom 31. Dezember